# Ахмедов, Исамудин Мирзамагомедович
Исамудин (Савмудин) Мирзамагомедович Ахмедов (15 мая 1956, с. Урсун Курахского района ДАССР — 17 февраля 2020, Махачкала) — дагестанский (лезгинский) советский и российский музыкальный деятель. Народный артист Дагестана (2002).

## Биография
Родился 15 мая 1956 года в с. Урсун Курахского района ДАССР.

### Учёба
В 1972 г. поступил в Дербентское музыкальное училище. Окончил отделение национальной гармонии в 1976 г.
В 1989 г. закончил (заочно) филологический факультет ДГПУ.

### Трудовая деятельность
Участвовал во всевозможных конкурсах и фестивалях. С 1990 года работал руководителем Ансамбля народных инструментов. В 1993 году принят на работу редактором музыкальных программ ГТРК «Дагестан». С января 2006 года — редактор РГВК «Дагестан», ведущий передачи на лезгинском языке «Вахтар ва инсанар». В 2014—2020 гг. занимал должность директора национальных программ РГВК «Дагестан». Скончался 17 февраля 2020 года.

### Награды и звания
- Лауреат Всесоюзного конкурса «Играй гармонь» 1-й степени в Иваново
- Лауреат Международного конкурса аккордеонистов, гармонистов, баянистов 1-й степени в Новосибирске (2002)
- Заслуженный артист Дагестана (1995)
- Народный артист Дагестана (2002)[3]
- Почётный знак Республики Дагестан «За любовь к родной земле» (2016)[4]